# Edgar F. Codd
Edgar Frank "Ted" Codd (19 tháng 8 năm 1923 - 18 tháng 4 năm 2003) là một nhà khoa học máy tính người Anh, khi làm việc cho IBM, đã phát minh ra mô hình quan hệ để quản lý cơ sở dữ liệu, cơ sở lý thuyết cho cơ sở dữ liệu quan hệ và hệ thống quản lý cơ sở dữ liệu quan hệ. Ông đã có những đóng góp có giá trị khác cho khoa học máy tính, nhưng mô hình quan hệ, một lý thuyết chung có ảnh hưởng rất lớn về quản lý dữ liệu, vẫn là thành tựu được đề cập, phân tích và tôn vinh nhất của ông..

## Tiểu sử
Edgar Frank Codd sinh ra ở Fortuneswell, trên Isle of Portland ở Dorset, Anh. Sau khi học Trường trung học Poole,ông học toán và hóa học tại Exeter College, Oxford, trước khi làm phi công trong Bộ chỉ huy ven biển RAF trong Chiến tranh thế giới thứ hai, lái máy bay bay Sunderland.
Năm 1948, ông chuyển đến New York để làm việc cho IBM với công việc lập trình viên toán học. Năm 1953, tức giận bởi Thượng nghị sĩ Joseph McCarthy, Codd chuyển đến Ottawa, Ontario, Canada. Năm 1957, ông trở về Hoa Kỳ làm việc cho IBM và từ năm 1961 đến 1965 theo học bằng tiến sĩ khoa học máy tính tại Đại học Michigan ở Ann Arbor. Hai năm sau, ông chuyển đến San Jose, California, để làm việc tại Phòng thí nghiệm nghiên cứu San Jose của IBM, nơi ông tiếp tục làm việc cho đến những năm 1980. Ông được bổ nhiệm làm Ủy viên IBM năm 1976. Trong những năm 1990, sức khỏe của ông ngày càng suy yếu và ông đã ngừng làm việc.
Codd đã nhận được giải Turing năm 1981, và năm 1994, ông được giới thiệu là thành viên của Hiệp hội Máy tính.
Codd chết vì suy tim tại nhà riêng ở đảo Williams, Florida, ở tuổi 79 vào ngày 18 tháng 4 năm 2003.

## Công việc
Codd nhận bằng tiến sĩ năm 1965 từ Đại học Michigan, Ann Arbor được hướng dẫn bởi John Henry Holland. Luận án của ông là về sự tự sao chép trong automata di động, mở rộng về công việc của von Neumann và cho thấy rằng một bộ tám trạng thái là đủ cho tính toán và xây dựng phổ quát. Thiết kế của ông cho một máy tính tự sao chép chỉ được thực hiện vào năm 2010.